# Michele di Matteo

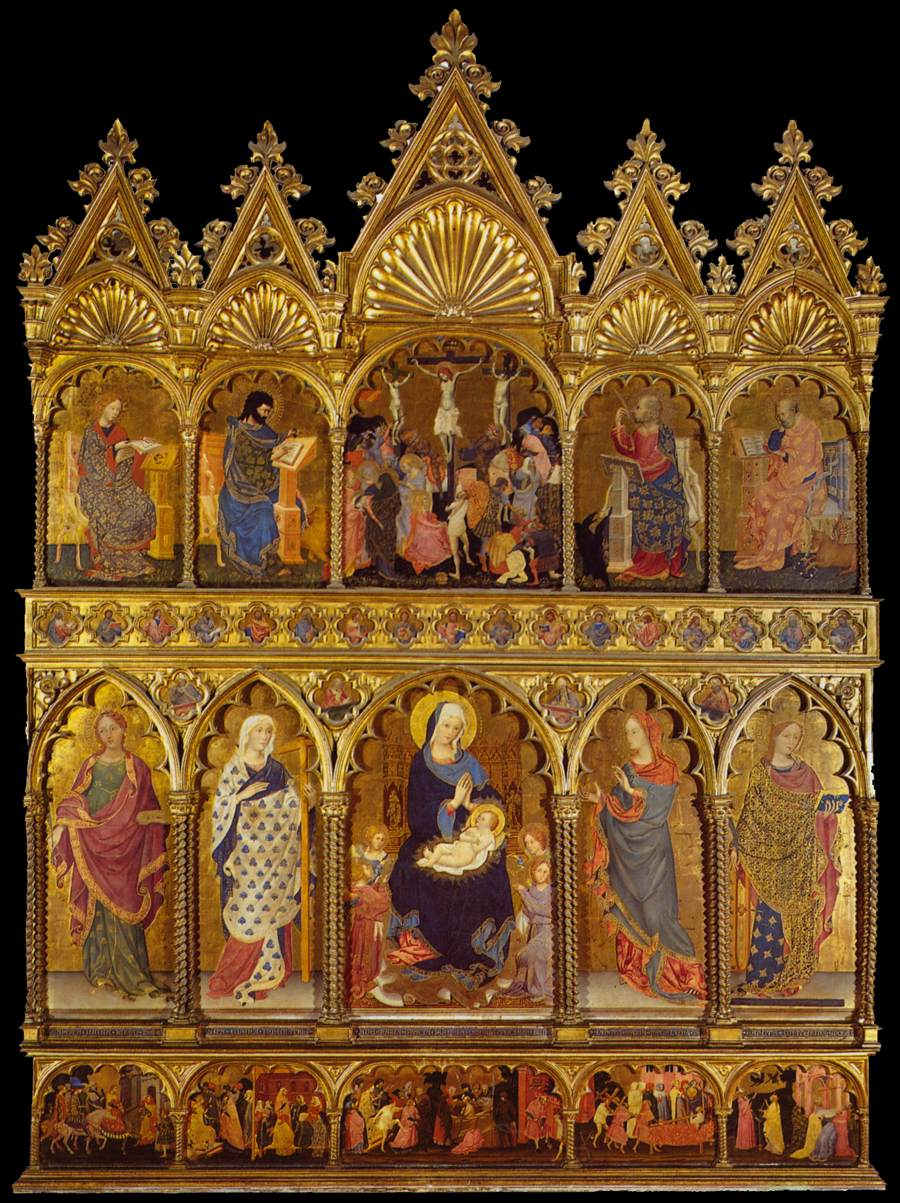
Polyptyque de Sant'Elena de VeniseGallerie dell'Accademia.

Michele di Matteo (ou Michele di Matteo da Bologna, Michele di Matteo Lambertini) est un peintre italien né à Bologne ou à Calcina ou à Fornace, attesté de  1409 à 1467.

## Biographie
Formé dans l'entourage de Giovanni da Modena, il est surtout actif à Bologne où il collabore avec Francesco Lola (1393-1419) pour des décorations de l'arrivée de l'antipape Alexandre V. Il est inscrit en 1415 sur les registres  de la confrérie locale des peintres (des Quattro Art) et les sources le mentionnent pour diverses œuvres mineures, dans les années qui suivent, pour des bannières. Il est le gendre du peintre bolonais Jacopo di Paolo.
Sa première œuvre importante, un polyptyque pour la compagnie des Calzolari, exécuté en 1426, a été détruite.
En 1428 il travaille avec Giovanni da Modena et Pietro di Giovanni Lianori dans un style se détachant du gothique.
Il séjourne de 1430 à 1437 à Venise, où il réalise le Polyptyque de Sant'Elena de Venise, inspiré de la manière de Giambono et des suiveurs vénitiens de Gentile da Fabriano.
En 1447, il collabore avec Giovanni di Paolo à la décoration de l'abside du baptistère de Sienne. Il a peint pour la Basilique San Petronio et pour l'église San Giacomo Maggiore à Bologne.

## Œuvres
- Crucifix peint à tempera sur bois chantourné (Croce sagomata col Salvatore, l'Addolorata, San Giovanni e Santa Maria Maddalena), pinacothèque nationale de Bologne[4].
- Polyptyque de Église Sant'Elena de Venise figurant la Vierge à l'Enfant avec les saintes Lucie, Hélène, Marie-Madeleine, Catherine d'Alexandrie, et scènes de la vie de sainte Hélène (1430-1437), Gallerie dell'Accademia, Venise.
- Les Douze Symboles des apôtres (1447), église de San Giovanni, Sienne
- Pietà entre les saints Jean Marc, Roch et saint Antoine abbé (1462).
- Vierge à l'Enfant (1469), Académie des beaux-arts de Bologne.
- Saint Jean évangéliste et La Vierge Marie, museum of Art and Archaeology, Université du Missouri-Columbia (don de la Kress Collection[4])
- Christ en homme de douleurs (1447-1449), Walters Art Museum

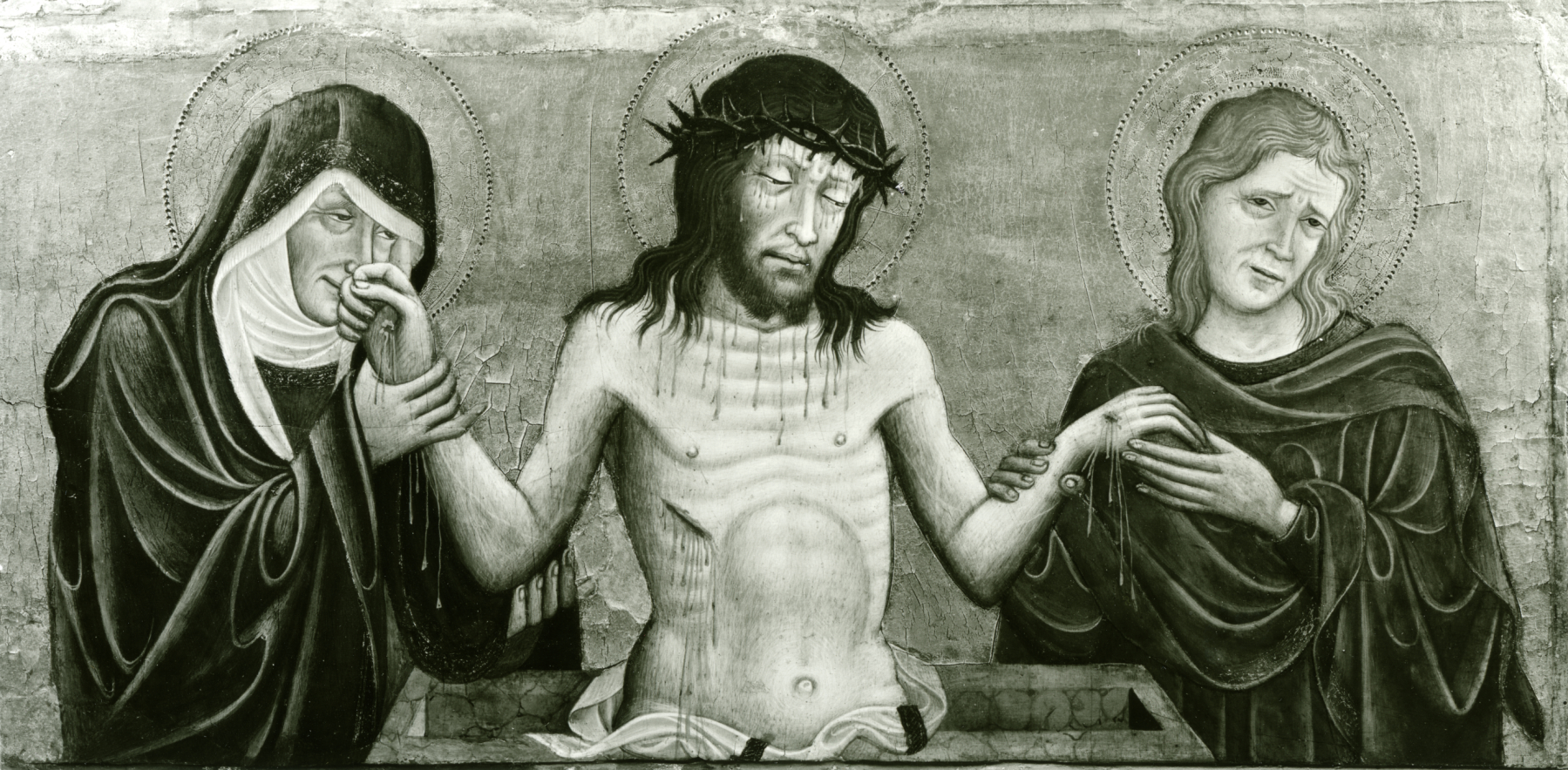
Christ en homme de douleurs (extrait).